# And Then There Were None (banda)
And Then There Were None (atualmente Young London) é uma banda de rock norte-americana, formada em 2005 em New Hampshire.

## História
inicialmente começaram com um quinteto de estilo metalcore que rapidamente ganharam uma base de fãs a nível local e no país. Em 2006 a banda mudou de alinhamento e de sonoridade, trazendo uma nova moral e uma mensagem mais pesada, tendo uma atitude mais positiva, pois a banda está fortemente envolvida em causas sociais, tais como a organização PETA, que luta pelos direitos dos animais.
Em 2011, a banda iniciou um novo projeto sob o nome de Young London.

## Discografia
EP
- The Hope We Forgot Exists (2006)
- And Then There Were None (2005)

Álbuns de estúdio
- Who Speaks For Planet Earth? (2009)

## Membros
Integrantes
- Matt Rhoades — vocal, programação
- Sean Sweeney — guitarra, vocal
- Ryan Manning — bateria
- Sarah Graziani — sintetizador

Ex-integrantes
- Matt McComish — sintetizador (2009-2010)
- Sean Sweeney — guitarra, vocal (2009-2010)
- Garret Henderson — bateria (2009-2010)
- Jeff Cheever — vocal (até 2009)
- Derrick Flanagan — bateria (até 2009)
- Matt Moderski — baixo (até 2009)
- Ryan Manning — bateria (até 2009)
- Dave Jewers — guitarra (até 2009)
- J. Sjostrom — guitarra (até 2009)
- Nick Kane Miskell — baixo (até 2009)